# Fissurisepta
Fissurisepta là một chi ốc biển trong họ Fissurellidae.

## Các loài
Các loài trong chi Fissurisepta gồm có:
- Fissurisepta festiva
- Fissurisepta manawatawhia
- Fissurisepta rostrata